# 飛騨宮田駅
飛驒宮田駅（ひだみやだえき）は、岐阜県下呂市萩原町宮田にある、東海旅客鉄道（JR東海）高山本線の駅である。
2023年のダイヤ改正まで、始発の高山発岐阜行と最終の岐阜発高山行は当駅を通過していた。

## 歴史
- 1955年（昭和30年）10月1日：高山本線の上呂 - 飛驒小坂間に新設開業[1]。旅客営業のみ[2]。
- 1987年（昭和62年）4月1日：国鉄分割民営化により、東海旅客鉄道の駅となる[2]。

## 駅構造

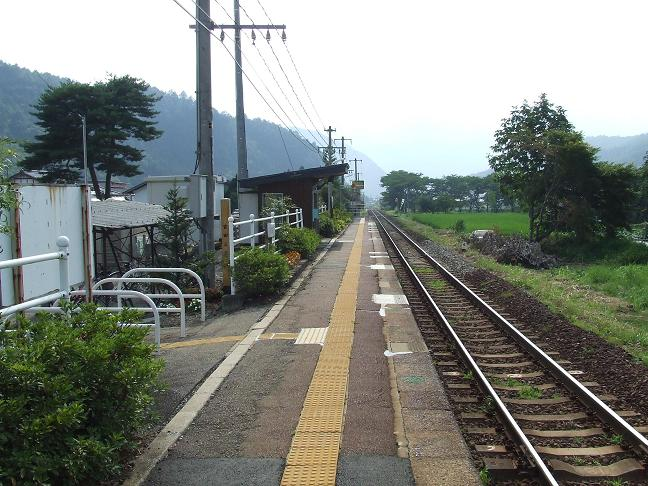
ホーム(2008年)

単式ホーム1面1線を有する地上駅。高山本線では起点の岐阜駅を出てから初めての交換不能駅となる。ただし各駅停車列車同士の交換となると、3駅岐阜寄りの禅昌寺駅も不可能となっている。なお、1960年代後半の高山本線の動力近代化及び輸送力増強時に交換駅化の計画があったが見送られている。
高山本線で開業時から1面1線の構造のまま変わっていない駅は当駅、杉崎駅と西日本旅客鉄道管内の東八尾駅、婦中鵜坂駅の計4駅だけとなる。駅舎は設けられていないが、駅前に水洗式のトイレが設置されている。下呂駅管理の無人駅。

## 駅周辺
住宅がやや多い。
- 国道41号
- 下呂市立宮田小学校
- 飛騨宮田簡易郵便局
- 藤ヶ森観音堂
- 今井八幡神社
- 第十益田川橋梁（この鉄橋の周辺をバックにして鉄道写真を多く撮影することができる。）

## 隣の駅
東海旅客鉄道（JR東海）
CG 高山本線
上呂駅 - 飛驒宮田駅 - 飛驒小坂駅